# Jacob Hassán
Jacob M. Hassán (Ceuta, 11 de junio de 1936-Madrid, 10 de abril de 2006) fue un filólogo hispano-judío.

## Biografía
Nació en una familia judía sefardí y fue miembro de la Comunidad Judía de Madrid.
Era investigador científico del Consejo Superior de Investigaciones Científicas (ILC), miembro de la Real Academia de la Historia y, entre otras muchas cosas, fundador e impulsor de la llamada Escuela Española de Estudios Sefardíes, de reconocido prestigio en España y en el extranjero.